# Ponziano Loverini
Ponziano Loverini (Gandino, 6 luglio 1845 – Gandino, 21 agosto 1929) è stato un pittore italiano.

## Biografia
Nato a Gandino (Bergamo) nel 1845 in una famiglia di umili condizioni, terzogenito di Pietro Bernardo, di professione sarto, e di Florinda Mazzoleni, cominciò i propri studi presso le scuole del paese. Ben presto i maestri si resero conto delle abilità che il ragazzo possedeva nell'ambito del disegno, e spinsero affinché potesse studiare per affinare le sue innate doti artistiche. Si optò per l'Accademia Carrara, sita nella città di Bergamo, presso la quale era presente una scuola di pittura, diventando allievo di Enrico Scuri.
Grazie all'aiuto dello zio, don Lorenzo Loverini, che perorò la causa del nipote presso la sede dell'istituto, e di sussidi economici da parte sia del comune di Gandino, che di un fondo messo a disposizione dalla locale famiglia Castelli, al fine di aiutare negli studi i ragazzi più meritevoli appartenenti ai ceti meno abbienti, poté iscriversi ai corsi dell'anno scolastico 1858-59 e trasferirsi nel capoluogo orobico.
Negli anni successivi cominciò a ricevere riconoscimenti in ambito scolastico, tanto che nel 1869 iniziò a esporre i suoi quadri all'esposizione didattica dell'Accademia, ricevendo ottimi giudizi.
Il suo primo dipinto, denominato il buon cuore, esposto all'Accademia ricevette però giudizi contrastanti dai critici d'arte del tempo.
Ben presto però il Loverini si segnalò nel panorama artistico, grazie a numerose opere a sfondo religioso, ma anche ai numerosi ritratti commissionatigli da esponenti di spicco della nobiltà lombarda,  ma il suo primo successo avvenne all'Esposizione nazionale di Torino nel 1884 con l'opera Monacazione di Santa Giovanna di Chantal che gli porterà la commissione per il giubileo sacerdotale di Papa Leone XIII della pittura Santa Grata e Sant'Alessandro Martire opera del 1886. Sempre nel 1884 partecitò al concorso in Accademia come successore al maestro Scuri, concorso a cui parteciparono i nomi più importanti  degli artisti presenti sia in Bergamo che sul territorio, concorso che vide vincitore Cesare Tallone. Questo malgrado le sue capacità, non era ancora riuscito a portare la sua pittura al di fuori della città orobica.
La sua fama gli portò una sempre crescente richiesta di affreschi e dipinti, sia in chiese ed edifici religiosi, che in palazzi privati.
Partecipò anche a parecchie esposizioni, tra cui Anversa, Milano, Vienna e Londra, con ottimi giudizi da parte della critica e dei commissari della Accademia di cui faceva parte:
(Enrico Scuri, direttore Accademia Carrara, 1874)
Nel 1880 si sposò con Domenica Orsola Piccinelli, dalla quale ebbe quattro figli: Florinda, Candida, Lorenzo e Antonia.
Ma ben presto la vita familiare cominciò a procurargli grandi drammi, dato che due dei quattro figli morirono in tenera età, provocando in lui una grande crisi interiore.
Il tutto peggiorò quando, nel 1895, venne a mancare anche la moglie.
Ma il successo era inversamente proporzionale alle vicende familiari, tanto che il 6 novembre 1899 ricevette il prestigioso incarico di professore e direttore dell'Accademia Carrara. Loverini propose nuovi corsi di pittura che insegnassero la storia dell'arte e la prospettiva, con corsi di formazioni che avrebbero permesso una preparazione idonea all'ammissione dei nuovi alunni. Richiese anche esami finali per valutare il risultato ottenuto.
Molti furono i pittori suoi alunni, tra i quali si affermarono Giacomo Belotti, Luigi Cassani, Giovanni Battista Galizzi, Guglielmo Guglielmini, Giacomo Spini, Angiolo Alebardi, Giorgio Oprandi, Natale Morzenti, Giovanni Zappettini, Mauro Pellicioli, Emilio Rodegher, Giuseppe Facchinetti, Pasquale Arzuffi, Romualdo Locatelli ed Ernesto Quarti Marchiò, oltre agli scultori Nino Galizzi e Giuseppe Siccardi che divenne suo genero.
Ricoprì tale ruolo fino al 30 giugno 1926 quando, ormai ottantenne e con problemi di salute, rassegnò le proprie dimissioni.
Non avendo una buona situazione economica alle spalle, gli fu tributato un vitalizio dalla Accademia stessa, che gli garantì di passare tranquillamente gli ultimi mesi della propria vita.
Morì il 21 agosto 1929 a Gandino, suo paese natale, che gli tributò grandi onori.

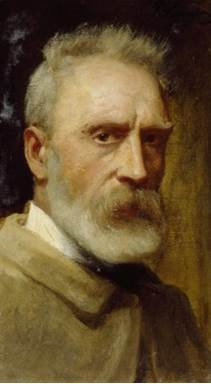
Autoritratto di Ponziano Loverini

## Le opere
- Il buon cuore (1869)
- Milton che visita Galileo (1870)

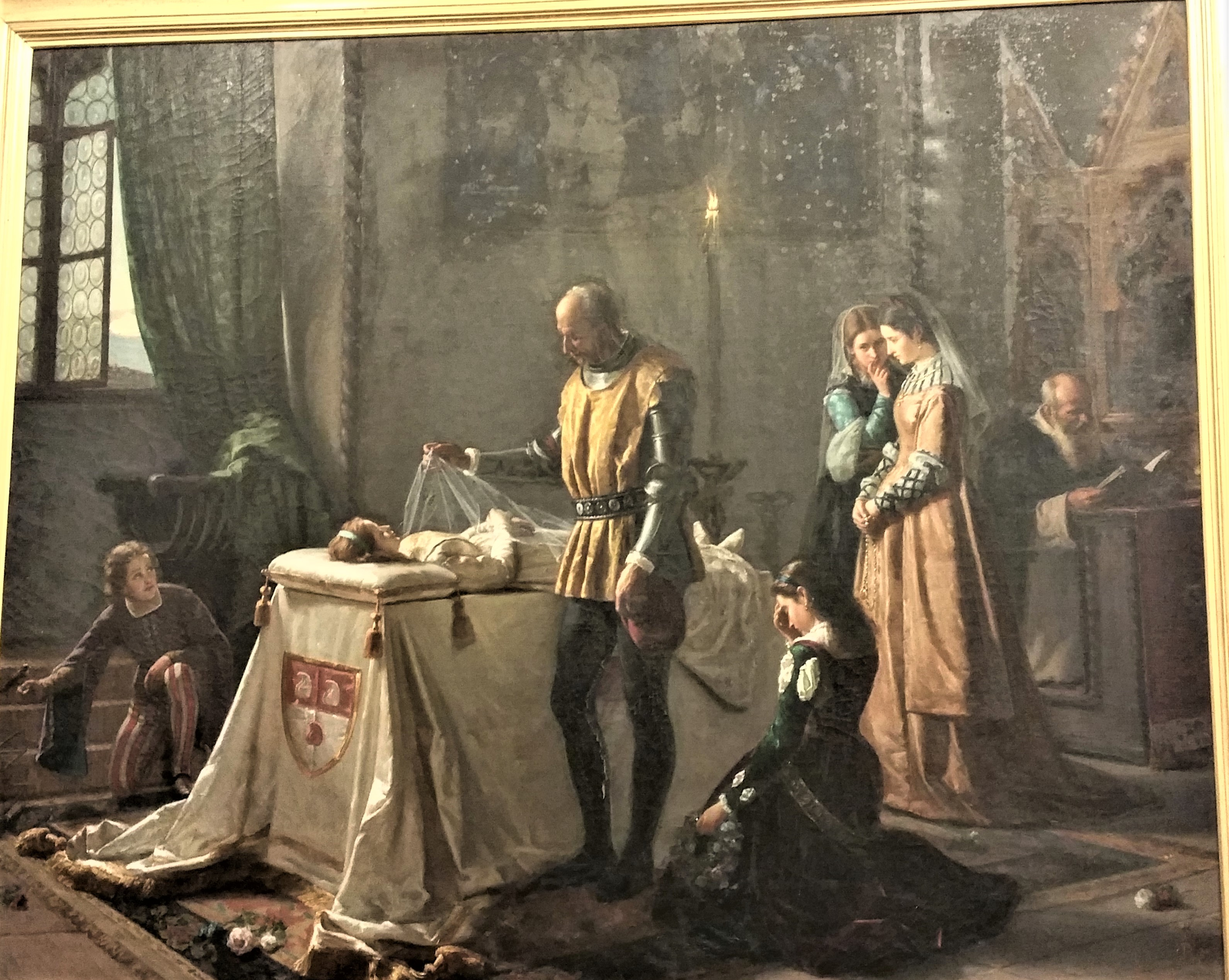
Ponziano Loverini, L'ultimo saluto del Colleoni alla figlia Medea, castello di Thiene, 1871.

- Ritratto di Luigia Vanoli Bonandrini (1870)
- La carità (1870)
- Ritratto di Elisabetta Alberti (1870)
- L'ultimo saluto del Colleoni alla figlia Medea (1871) Castello di Thiene
- Ritratto di Luigia Radici-Taglioni (1872)
- La figlia di Galileo conforta colla lettura il padre nell'esilio di Arcetri (1873)
- Ritratto di Pietro Alberti (1874)
- Torquato Tasso a Venezia (1875) Palazzo Frizzoni, Bergamo;
- Processione nella neve (1876)
- La morte di Francesco Petrarca (1876)
- Le dame e il menestrello (1877)
- Benjamin West (1877)
- Ritratto dei fratelli Steiner (1876)
- Ritratto di Giulia Brentani Piccinelli (1876)
- Ritratto dei fratelli Ghirardelli (1877)
- Ritratto di Gaetano Donizetti (1877)
- Sacro Cuore (chiesa del Santissimo Salvatore di Almenno San Salvatore, 1877)
- Ritratto di Don Domenico Mazzi-Amadei (1877)
- Ritratto di Giuseppina Piccinelli (1878)
- Ritratto di Vittoria Piccinelli (1878)
- La deposizione (chiesa dell'Istituto Opera Pia Rota di Almenno San Salvatore, 1880)
- Ritratto del Cardinale Conte di Calabiana (1880)
- La vita di san Pietro (ciclo pittorico nella parrocchiale di San Pietro di Trescore Balneario, 1880)
- Vicende del miracolo della Madonna in Erbia (Santuario della Madonna d'Erbia, Casnigo, 1881)
- San Filastrio (parrocchiale di Ludriano)
- Ritratto della Contessa Giulini Casati (1882)
- Ritratto della Marchesa Bice Fassati Busca (1882)
- Ritratto della Contessa Eugenia Suardi Busca (1882),
- Ritratto della Contessa Sormani (1883)
- Deposizione nel sepolcro (Santuario della Beata Vergine Addolorata di Borgo Santa Caterina, Bergamo, 1883)
- Eterno Padre con quattro angeli cupola del presbiterio (Santuario della Beata Vergine Addolorata di Borgo Santa Caterina, Bergamo, 1883)
- Monacazione di santa Giovanna Francesca di Chantal (chiesa di Sant'Alessandro della Croce in Pignolo, Bergamo, 1884)
- Il seppellimento della bandiera di san Marco a Zara (1884)
- Uomo nudo disteso su un tappeto (200x105) (1884) Accademia Carrara
- Ritratto di Margherita Tizzoni vedova Delle Sedie (1884)
- Ritratto di Don Donadoni (1884)
- San Pietro (ciclo di affreschi, parrocchiale dei Santi Pietro e Paolo Novazza, Valgoglio, 1885)
- Ciclo di affreschi nella parrocchiale di Pradalunga (1885)
- Ciclo di affreschi nella parrocchiale di San Martino di Entratico (1885)
- L'altalena (1885)

- Modello in riposo (1885)

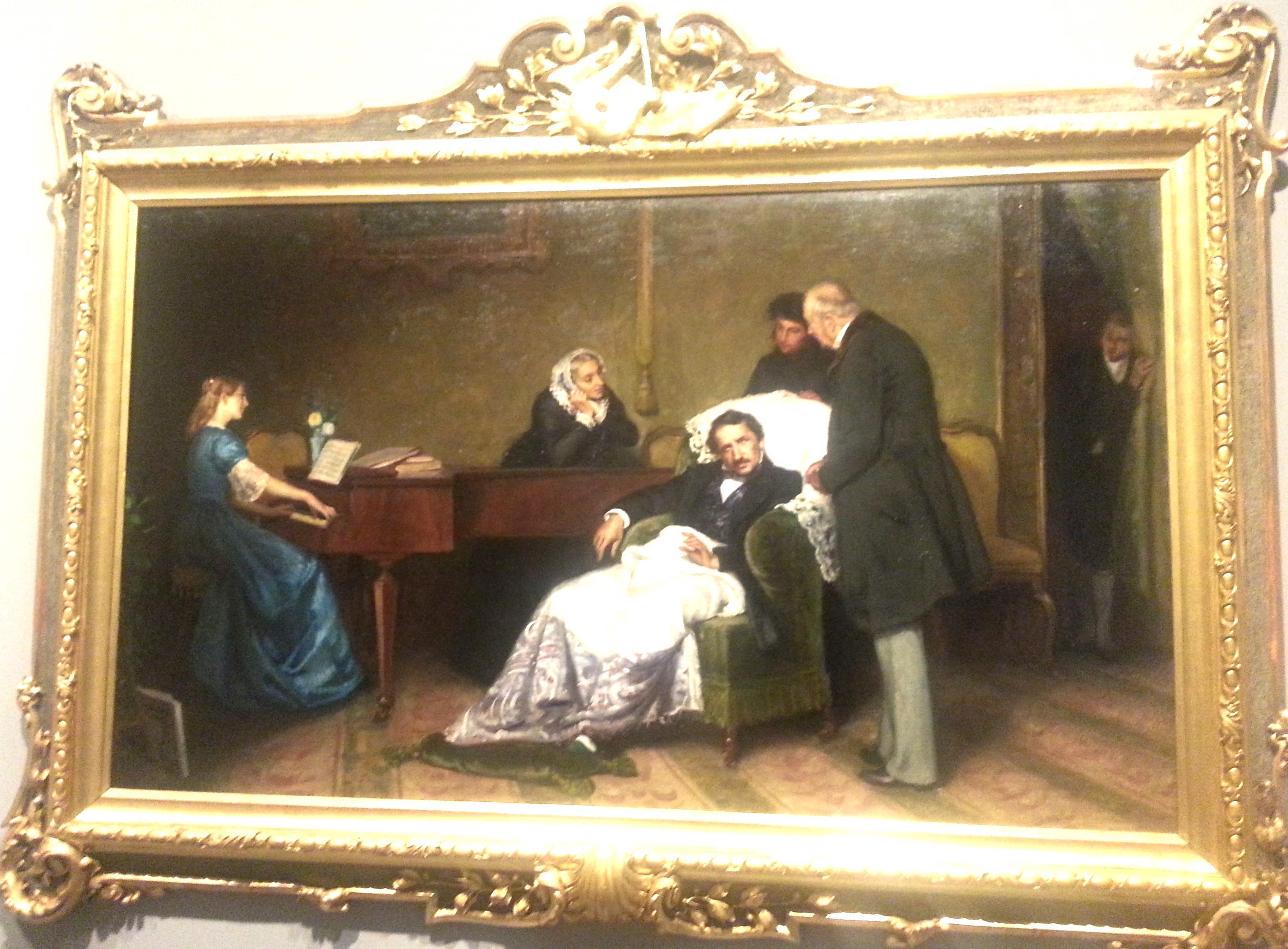
Le ultime ore del musicista Donizetti

- Storie di San Martino e i quattro evangelisti (chiesa di San Martino, Cerveno, 1885)
- Maledizione di una madre  (1886) Accademia Carrara
- Il prediletto della nonna (1886)
- Ritratto del padre Bernardo (1886)
- Moglie in abiti orientali (1886)
- Autoritratto con cappello di paglia (1886)
- Coeci vident  (1887)
- Santa Grata regge il capo di sant'Alessandro martirizzato, (Pinacoteca Vaticana, 1887)
- Pentecoste (Monastero delle suore Orsoline Manerbio, 1888)
- Ritratto di Giambattista Camozzi Vertova (1888)
- Ritratto di Angelina Rota Piccinelli (1888)
- Cuore di Gesù e Cuore di Maria (Chiesa di Santa Grata inter Vites Bergamo, 1889)
- Cristo in croce e le anime purganti  (Parrocchiale di Santa Maria di Livigno, 1889)
- Ritratto di Lucia Perico vedova Valsecchi (1889)
- Ritratto di Carlo Valsecchi (1889)
- San Giuseppe e Sant'Obizio sul letto di morte (chiesa di San Lorenzo Martire Manerbio, 1889)
- San Giuseppe (Santuario Mariano di Pompei, 1890)
- Sacro Cuore di Gesù adorato dagli angeli (Chiesa del Paradiso Clusone, 1890)
- Santa Dorotea (Chiesa Istituto Palazzolo, Bergamo, 1890)
- Ritratto del pittore Tiraboschi (1890)
- Ritratto di Francesco Pesenti  (1890)
- Ritratto del Conte Gianforte Suardi (1890)
- San Michele Arcangelo (Santuario Mariano, Pompei, 1891)
- La pace armata e  la Fanciulla che gioca con le farfalle (Casa Caprotti, Bergamo, 1891)
- Gli ultimi giorni di Gaetano Donizetti (Teatro Gaetano Donizetti, Bergamo, 1891)
- San Francesco nella grotta dell'Alvernia e  San Domenico resuscita Napoleone Orsini  (Pompei, 1892)
- San Vincenzo Ferreri e le anime purganti (Pompei, 1893)
- Ciclo di affreschi (chiesa ipogea del seminario, Bergamo, 1894)
- San Giuseppe col Bambino e i santi Caterina d'Alessandria e Francesco di Sales (Basilica di Sant'Alessandro in Colonna, Bergamo, 1894)
- Sacra famiglia basilica di Sant'Alessandro in Colonna 1894,
- San Francesco predica agli uccelli basilica di Sant'Alessandro in Colonna 1894,
- Gloria dei Santi Cosma e Damiano (Concorezzo, 1895)
- Ascensione di Gesù (Trescore Balneario, 1895)
- Ciclo di affreschi (Santuario della Madonna dei Campi, Stezzano, 1895)
- Allegoria della musica Drammatica (Villa Ronchi, Breno, 1895)
- La Favorita (1896)
- Il Rigoletto (1896)
- Le due orfane (1896)
- Gesù Crocifisso e San Longino (Chiesa del Preziosissimo Sangue, Roma, 1896)
- La decollazione del Battista e Giuditta con la testa di Oloferne (Basilica mariana di Gandino, 1897)
- Il rinvenimento dei Corpi dei santi Vito, Modesto e Crescenzia (Chiesa di Barbariga, 1897)
- Sacra Famiglia (Parrocchiale di Nembro, 1898)
- Sacra Famiglia (Chiesa del Preziosissimo Sangue, Roma, 1898)
- Santa Margherita Alacoque (Parrocchiale di Desio, 1898)
- Cristo Risorto (Cappella Bormiolini, Cimitero di Bergamo, 1898)
- Presentazione di Maria santissima. al tempio, Sposalizio di Maria santissima, Visita di Maria santissima. a santa Elisabetta, Sacra Famiglia, Assunta, Immacolata (Santuario di Santa Maria Annunciata, di Verdello, 1899)
- Autoritratto (galleria d'Arte Moderna di Milano 1900)
- L'estasi di Ostia (Basilica di San Pietro in Ciel d'Oro, Pavia, 1900)
- Santa Lucia  (Parrocchiale di Commessaggio, 1901)
- Sant'Agata (Parrocchiale di Martinengo, 1901)
- Il santo Perdono (chiesa Padri Cappuccini, Milano, 1901)
- Aurora (Palazzo Ghislanzoni, Bergamo, 1901).
- San Giuseppe con Gesù Bambino (Parrocchiale di Ponte San Pietro, 1902)
- Il cantico delle Creature (1903)
- San Giorgio predica la fede (Parrocchiale di Solza, 1905)
- Il sacro cuore (Chiesa Sacro cuore, Gandino, 1905)
- Ritratto di Giuseppe Zenoni (1905)
- Ritratto di Francesco Domenighini (Museo Camuno a Breno, 1905)
- Ritratto di Laura Campana Domenighini (Museo Camuno a Breno, 1905)
- In morte vita (1906)
- AveRabbi (Patronato San Vincenzo, Bergamo, 1909)
- Vocazione di san Giacomo il Maggiore, Presentazione di Gesù al tempio, Dormitio virginis, Assunzione della Vergine (chiesa mariana di Romano di Lombardia, 1910)
- La predicazione di san Pietro, La predicazione di san Paolo, I trionfi dei santi Pietro e Paolo e i quattro evangelisti. (chiesa dei Santi Pietro e Paolo di Verdello, 1911)
- Assunzione di Maria Vergine (chiesa di San Salvatore, Bergamo, 1911)
- Le bagnanti (1911)
- Ritratto di Mina Nessi (1911)
- Ritratto di Angelo Mazzi (1911)
- Ritratto di Paolo Gaffuri (1911)
- Famedio del cimitero di Bergamo (1913)
- Ultima Cena (Chiesa di Sant'Andrea, Iseo, 1913)
- Ritratto del Dottor Zaccaria Federici (1913)
- Ritratto del Signor Archetti (1913)
- Ritratto del commendatore Luigi Molinari (1915)
- Processione (museo della basilica di Gandino, 1915),
- Apparizione della Vergine su un campo di battaglia (1915)
- Corteo propiziatorio di vergini (1915)
- Natale di guerra (1915)
- Trento e Trieste che tornano all'Italia (1915)
- Duerer che piange sulla barbarie teutonica (1915)
- La fucilazione di Emilio Mattei (1916)
- Via Crucis (santuario del Crocifisso, Como, 1917)
- L'apoteosi di Cesare Battisti (1917)
- Il Re d'Italia Vittorio Emanuele III (1917)
- L'offerta (1918)
- Deposizione (chiesa di Santa Maria Assunta di Pisogne, 1918)
- Gesù bambino prefigura la crocifissione (chiesa di San Giovanni Battista di Borno, 1918)
- Ritratto di A. Monti (1918)
- Ritratto di G. Monti (1918)
- Ritratto di Beniamino Moltrasio (1918)
- Ritratto dei coniugi Milesi Piccinelli (1918)
- Ritratto di Maria Pesenti (1918)
- San Giuseppe in trono col Bambino ritto sulle braccia (Chiesa del seminario, Bergamo, 1919)
- Madonna della Pace (1920)
- Vergine Immacolata (Chiesa di Santa Maria della Pace, Alzano Lombardo, 1920)
- Ritratto di Luigi Citerio (1920)
- Sant'Antonio da Padova (parrocchiale di Peia, 1921)
- Madonna del Rosario (basilica di Santa Maria Assunta, Gandino, 1922)
- Maria Assunta con i santi patroni (basilica di Santa Maria Assunta a Gandino, 1924)
- Autoritratto ottantenne Accademia Carrara 1825,